# Трофанівка
Трофанівка (pol. Trofanówka) —  село Заболотівської селищної громади Коломийського району Івано-Франківської області. До 2020 року входила до Снятинського району. 

## Історія
Село Трофанівка виникло у 1787 році на землях містечка Кулачківці. Топонім утворений від особової назви Трофан<Митрофан, або Трифон+суфікс-івка. Згадується село Трофанівка і в  документах 1767 року.  Одним з перших в ньому поселилися Олекса Здирчук та Іван Корбутяк із Балинець, Іван Дзаманюк із Бучачок, Григір Угринчук із Закарпаття, Григір Антонюк, Іван Бурак, Федір Демчук, Іван Зенюк, Захарій Курак, Михайло Лесюк, Максим Максимчук, Юрій Прусак та інші[джерело не вказане 4988 днів].
У 1781 році тут нараховувалось 52, у 1890р. – 139, у 1900р. – 156, у 1921р. – 161, а в 1931р. – 178 господарств. У 1830 році села Балинці, Бучачки, Трофанівку купив польський пан Григір Агупсович. Пізніше село Балинці він продав, а села Бучачки і Трофанівка до 1939 року належали його нащадкам. В 1910-1939 рр. останнім паном був Каєтан Агупсович, який був засуджений на 10 років і покарання відбував у Казахстані.
У період Першої світової війни та добу національно-визвольних змагань 1917—1921 рр. в лавах Українського січового стрілецтва воювали місцеві мешканці: Гушул Грицько, Далавурак Дмитро, Деделюк Юрко, Демчук Василь, Демчук Стефан, Драган Петро, Качуляк Василь, Корбутяк Лесь, Пашанюк Микола, Рурак Микола, Симотюк Михайло, Томчук Семен, Угринчук Дмитро. 

## Населення

### Мова
Розподіл населення за рідною мовою за даними перепису 2001 року:
| Мова       | Кількість | Відсоток |
| ---------- | --------- | -------- |
| українська | 701       | 99.57%   |
| російська  | 3         | 0.43%    |
| Усього     | 704       | 100%     |

## Церква
Церква Різдва Пресвятої Богородиці. Дерев'яна, п'ятикупольна. Іконостас п'ятиярусний, різьблений. 
Побудована 1926 р. на кошти громади. 
Належить до Православної Церкви України (УПЦ)
настоятель митрофорний протоієрей Мирослав Паньків.